# Варфоломей Младший
Варфоломей Младший (около 980 года, Россано — около 1050 года, Гроттаферрата) — греко-итальянский аскет, игумен и один из основателей монастыря Гроттаферрата. Почитается Католической и Православной церквами в лике преподобного (память 11 ноября).
О жизни Варфоломея известно из его жития, составленного одним из его преемников — Лукой, игуменом Гроттаферраты (умер около 1070 года). Оригинал жития утерян, самая ранняя из известных копий относится к 1230 году.
Согласно житию, Варфоломей (в миру Иоанн) происходил из знатной греческой семьи из Россано и был в юности отдан родителями на воспитание в монастырь святого Иоанна Каливита. В возрасте 12 лет Варфоломей оставил родной дом и ушёл в греческий монастырь, основанный святым Нилом Россанским в Валлелучо, близ Монте-Кассино. Несмотря на большую разницу в возрасте, Варфоломей стал любимым учеников святого Нила. Вместе со своим духовным наставником, в 995 году Варфоломей переселился в Серпери (близ Гаэты), а в 1004 году — в Гроттаферрату.
По монастырскому преданию, в крипте, давшей название монастырю, Варфоломею и Нилу явилась Богородица, повелевшая им основать в этом месте обитель. Вскоре после этого святой Нил скончался, братия предложили Варфоломею возглавить общину, но последний, будучи очень молодым, отказался. Впрочем, после смерти двух настоятелей, Варфоломей всё же был избран игуменом около 1010 года.
В течение 40 лет игуменства Варфоломей окончательно организовал жизнь в Гроттаферрате на основе принципов общежития и построил монастырскую церковь в честь Богородицы, освящённую папой Иоанном XIX 17 декабря 1024 года. Несмотря на свой пост, Варфоломей продолжал подвиги постничества и тяжёлого физического труда. Подобно святому Нилу, Варфоломей был превосходным каллиграфом, многие его рукописи сохранились до настоящего времени (в Ватиканской и Гроттаферратской библиотеках). Варфоломею принадлежит авторства типикона Гроттаферраты, продолжающего определять монашескую и богослужебную жизнь обители. Перу Варфоломея принадлежит служба в честь святого Нила, около 30 канонов, 17 кондаков, стихиры, а также житие Нила Россанского.
Будучи строгим отшельником, Варфоломей оказывал влияние и на общественную жизнь. Предполагается, что именно он убедил недостойного папу Бенедикта IX отказаться от продолжения борьбы за папский престол. Варфоломей лично убедил салернского князя Гвемара IV отпустить захваченного в плен герцога Гаэты Атенульфа I. Житие рассказывает также и о прижизненных чудесах Варфоломея.
Святой Варфоломей скончался около 1050 года. Его мощи были впоследствии перенесены в часовню при монастырской церкви Гроттаферраты, но впоследствии исчезли оттуда; последнее упоминание о них относится к 1300 году. В 1608 — 1610 годах некоторые чудеса Варфоломея были изображены на фресках Доменикино (капелла Фарнезе, Гроттаферрата).